# قزل‌تاو (استان پاولودار)
قزل‌تاو (قزاقی: Қызылтау) یک رشته‌کوه در بلندی‌های قزاق کشور قزاقستان است.